# Welsh Premier League 2018-2019
La Welsh Premier League 2018-2019 è stata la 27ª edizione della massima serie del campionato di calcio gallese. La squadra campione in carica era il The New Saints, che si è riconfermata vincendo il suo tredicesimo titolo.

## Stagione

### Novità
Il Bangor City, per mancato ottenimento della licenza nazionale, e il Prestatyn Town sono stati retrocessi nella Welsh Football League Division One; sono stati promossi in Welsh Premier League il Llanelli Town e il Caernarfon Town.

### Regolamento
Le 12 squadre si affrontano in un girone di andata e ritorno, per un totale di 22 giornate. Al termine, le squadre sono divise in due gruppi di sei, in base alla classifica. Ogni squadra incontra le altre del proprio gruppo, in partite di andata e ritorno, per un totale di altre 10 giornate.
La squadra campione è ammessa al secondo turno di qualificazione della UEFA Champions League 2019-2020.
La seconda classificata è ammessa al primo turno di qualificazione della UEFA Europa League 2019-2020.
Le squadre classificate dal terzo al sesto posto partecipano ai play-off per l'assegnazione di un altro posto nel primo turno di qualificazione della UEFA Europa League 2019-2020.
L'11ª e la 12ª classificata sono retrocesse direttamente in Cymru Alliance o in Welsh Football League Division One.

## Squadre partecipanti
| Club                            | Città         | Stadio                          | Stagione precedente         |
| ------------------------------- | ------------- | ------------------------------- | --------------------------- |
| Aberystwyth Town                | Aberystwyth   | Park Avenue                     | 9º posto in Premier League  |
| Bala Town                       | Bala          | Maes Tegid                      | 4º posto in Premier League  |
| Barry Town                      | Barry         | Jenner Park                     | 7º posto in Premier League  |
| Caernarfon Town                 | Caernarfon    | The Oval                        | 1º posto in Cymru Alliance  |
| Cardiff Metropolitan University | Cardiff       | Cyncoed Campus Artificial Pitch | 6º posto in Premier League  |
| Carmarthen Town                 | Carmarthen    | Richmond Park                   | 11º posto in Premier League |
| Connah's Q.N.                   | Connah's Quay | Deeside Stadium                 | 3º posto in Premier League  |
| Llandudno                       | Llandudno     | Maesdu Park                     | 10º posto in Premier League |
| Llanelli Town                   | Llanelli      | Stebonheath Park                | 1º posto in Welsh FLD One   |
| Cefn Druids                     | Cefn Mawr     | Rhosymedre Stadium              | 5º posto in Premier League  |
| Newtown                         | Newtown       | Latham Park                     | 8º posto in Premier League  |
| The New Saints                  | Oswestry      | Park Hall                       | Campione del Galles         |

## Stagione regolare

### Classifica finale
|  | Pos. | Squadra                         | Pt | G  | V  | N | P  | GF | GS | DR  |
|  | ---- | ------------------------------- | -- | -- | -- | - | -- | -- | -- | --- |
|  | 1.   | Barry Town                      | 47 | 22 | 15 | 2 | 5  | 40 | 31 | +9  |
|  | 2.   | The New Saints                  | 46 | 22 | 14 | 4 | 4  | 63 | 12 | +51 |
|  | 3.   | Connah's Q.N.                   | 45 | 22 | 14 | 3 | 5  | 59 | 23 | +36 |
|  | 4.   | Newtown                         | 36 | 22 | 10 | 6 | 6  | 38 | 29 | +9  |
|  | 5.   | Caernarfon Town                 | 34 | 22 | 9  | 7 | 6  | 32 | 26 | +6  |
|  | 6.   | Bala Town                       | 34 | 22 | 10 | 4 | 8  | 43 | 38 | +5  |
|  | 7.   | Cardiff Metropolitan University | 30 | 22 | 9  | 3 | 10 | 35 | 31 | +4  |
|  | 8.   | Aberystwyth Town                | 27 | 22 | 8  | 3 | 11 | 26 | 43 | -17 |
|  | 9.   | Carmarthen Town                 | 24 | 22 | 6  | 6 | 10 | 30 | 42 | -12 |
|  | 10.  | Cefn Druids                     | 21 | 22 | 5  | 6 | 11 | 26 | 40 | -14 |
|  | 11.  | Llanelli Town                   | 15 | 22 | 4  | 3 | 15 | 21 | 70 | -49 |
|  | 12.  | Llandudno                       | 11 | 22 | 2  | 5 | 15 | 17 | 45 | -25 |

Legenda:
      Ammesse alla poule scudetto
      Ammesse alla poule retrocessione
Note:

Tre punti a vittoria, uno a pareggio, zero a sconfitta.

### Risultati

#### Tabellone
|                  | Abe  | Bal  | Bar  | Cea  | CaM  | Car  | ECD  | Con  | Lla  | LlT  | New  | TNS  |
| ---------------- | ---- | ---- | ---- | ---- | ---- | ---- | ---- | ---- | ---- | ---- | ---- | ---- |
| Aberystwyth Town | –––– | 3-2  | 0-1  | 0-0  | 1-4  | 1-1  | 0-2  | 1-6  | 1-0  | 3-1  | 0-2  | 1-0  |
| Bala Town        | 2-3  | –––– | 0-1  | 1-3  | 3-0  | 2-1  | 2-1  | 2-1  | 2-1  | 3-1  | 3-2  | 1-1  |
| Barry Town       | 2-1  | 3-2  | –––– | 2-1  | 2-1  | 1-0  | 2-1  | 2-0  | 2-1  | 5-2  | 4-1  | 0-2  |
| Caernarfon Town  | 4-0  | 2-2  | 0-1  | –––– | 2-0  | 3-1  | 1-0  | 0-0  | 3-3  | 3-0  | 0-3  | 0-3  |
| Cardiff MU       | 2-3  | 3-0  | 3-0  | 0-1  | –––– | 1-1  | 1-0  | 1-3  | 0-1  | 4-0  | 2-1  | 4-1  |
| Carmarthen Town  | 2-2  | 1-2  | 2-3  | 4-3  | 2-0  | –––– | 2-3  | 3-2  | 0-0  | 2-0  | 3-0  | 0-3  |
| Cefn Druids      | 1-0  | 2-2  | 2-5  | 1-1  | 1-1  | 4-0  | –––– | 1-2  | 2-1  | 2-3  | 1-1  | 0-3  |
| Connah's Quay    | 2-1  | 4-1  | 2-2  | 0-1  | 6-1  | 3-1  | 3-1  | –––– | 3-0  | 6-0  | 3-1  | 1-0  |
| Llandudno        | 0-1  | 2-4  | 2-0  | 1-1  | 0-3  | 1-2  | 0-0  | 0-4  | –––– | 1-2  | 0-0  | 0-4  |
| Llanelli Town    | 1-3  | 1-7  | 1-1  | 2-2  | 0-2  | 1-1  | 2-0  | 0-7  | 2-1  | –––– | 1-3  | 0-2  |
| Newtown          | 2-1  | 2-0  | 2-0  | 2-0  | 2-1  | 1-1  | 1-1  | 1-1  | 3-1  | 7-1  | –––– | 1-1  |
| The New Saints   | 6-0  | 0-0  | 5-1  | 0-1  | 1-1  | 6-0  | 7-0  | 3-0  | 6-1  | 5-0  | 4-0  | –––– |

## Poule scudetto
Le squadre mantengono i punti conquistati nella stagione regolare.

### Classifica
|                   | Pos. | Squadra         | Pt | G  | V  | N | P  | GF | GS | DR  |
| ----------------- | ---- | --------------- | -- | -- | -- | - | -- | -- | -- | --- |
| Galles (bandiera) | 1.   | The New Saints  | 74 | 32 | 23 | 5 | 4  | 99 | 16 | +83 |
|                   | 2.   | Connah's Q.N.   | 62 | 32 | 19 | 5 | 8  | 76 | 33 | +43 |
|                   | 3.   | Barry Town      | 56 | 32 | 17 | 5 | 10 | 54 | 51 | +3  |
|                   | 4.   | Caernarfon Town | 46 | 32 | 13 | 7 | 12 | 45 | 47 | -2  |
|                   | 5.   | Newtown         | 46 | 32 | 13 | 7 | 12 | 53 | 56 | -3  |
|                   | 6.   | Bala Town       | 44 | 32 | 13 | 5 | 14 | 55 | 63 | -8  |

Legenda:

      Campione del Galles e ammessa alla UEFA Champions League 2019-2020

      Ammessa alla UEFA Europa League 2019-2020

 Ammessa allo spareggio Europa League

### Risultati
|                 | Bal  | Bar  | Cea  | Con  | New  | TNS  |
| --------------- | ---- | ---- | ---- | ---- | ---- | ---- |
| Bala Town       | –––– | 2-5  | 1-0  | 1-4  | 2-2  | 0-7  |
| Barry Town      | 0-2  | –––– | 4-0  | 1-1  | 1-3  | 0-4  |
| Caernarfon Town | 1-0  | 2-0  | –––– | 1-0  | 4-1  | 0-3  |
| Connah's Quay   | 1-0  | 1-1  | 6-2  | –––– | 2-0  | 0-2  |
| Newtown         | 2-3  | 3-0  | 3-2  | 1-2  | –––– | 0-6  |
| The New Saints  | 3-1  | 2-2  | 3-1  | 1-0  | 5-0  | –––– |

## Poule retrocessione
Le squadre mantengono i punti conquistati nella stagione regolare.

### Classifica
|  | Pos. | Squadra                         | Pt | G  | V  | N | P  | GF | GS  | DR  |
|  | ---- | ------------------------------- | -- | -- | -- | - | -- | -- | --- | --- |
|  | 7.   | Cardiff Metropolitan University | 51 | 32 | 16 | 3 | 13 | 53 | 40  | +13 |
|  | 8.   | Aberystwyth Town                | 44 | 32 | 13 | 5 | 14 | 44 | 61  | -17 |
|  | 9.   | Carmarthen Town (-3)            | 39 | 32 | 12 | 6 | 14 | 49 | 53  | -4  |
|  | 10.  | Cefn Druids                     | 39 | 32 | 10 | 9 | 13 | 43 | 49  | -6  |
|  | 11.  | Llandudno                       | 22 | 32 | 5  | 7 | 20 | 33 | 65  | -32 |
|  | 12.  | Llanelli Town                   | 16 | 32 | 4  | 4 | 24 | 31 | 101 | -70 |

Legenda:
 Ammessa allo spareggio Europa League
      Retrocesse in Cymru Alliance 2018-2019 o in Welsh Football League Division One 2018-2019
Note:

Tre punti a vittoria, uno a pareggio, zero a sconfitta.

### Risultati

#### Tabellone
|                  | Abe  | CaM  | Car  | ECD  | Lla  | LlT  |
| ---------------- | ---- | ---- | ---- | ---- | ---- | ---- |
| Aberystwyth Town | –––– | 2-0  | 3-2  | 0-0  | 1-1  | 3-2  |
| Cardiff MU       | 1-0  | –––– | 1-0  | 3-0  | 3-0  | 3-2  |
| Carmarthen Town  | 6-2  | 1-0  | –––– | 0-1  | 2-0  | 3-1  |
| Cefn Druids      | 3-1  | 3-1  | 0-1  | –––– | 2-2  | 0-0  |
| Llandudno        | 1-2  | 1-2  | 3-1  | 0-5  | –––– | 4-2  |
| Llanelli Town    | 2-4  | 0-4  | 0-3  | 1-3  | 0-4  | –––– |

## Play-off per l'Europa League
Tutte le sfide si disputano in gara unica, in casa della squadra con il miglior piazzamento in classifica.

### Semifinale
|                 | Risultati |                                 | Luogo e data               |
| --------------- | --------- | ------------------------------- | -------------------------- |
| Newtown         | 1 - 2     | Bala Town                       | Newtown, 10 maggio 2019    |
| Caernarfon Town | 2 - 3     | Cardiff Metropolitan University | Caernarfon, 11 maggio 2019 |
|                 |           |                                 |                            |

### Finale
|           | Risultati       |                                 | Luogo e data         |
| --------- | --------------- | ------------------------------- | -------------------- |
| Bala Town | 1 - 1 (1-3 dtr) | Cardiff Metropolitan University | Bala, 19 maggio 2019 |
|           |                 |                                 |                      |